# Jet ski
 Jet Ski  és una marca de motos aquàtiques (personal watercraft  o  PWC  en anglès) fabricat per Kawasaki Heavy Industries. El nom, però, s'ha convertit en una marca generalitzada (o marca usat com a nom) per a qualsevol tipus de moto aquàtica. Jet ski (o jet-ski, sovint abreujat com  esquí ) pot referir també específicament a les versions de PWCs amb braç giratori, conegut com a "stand-ups". Jetski incloure el terme stand-ups, ja que, el 1973, Kawasaki va ser responsable d'una producció limitada de stand-up com a models dissenyat pel reconegut inventor de les motos aquàtiques, Clayton Jacobsen II.

## Història[calcitació]

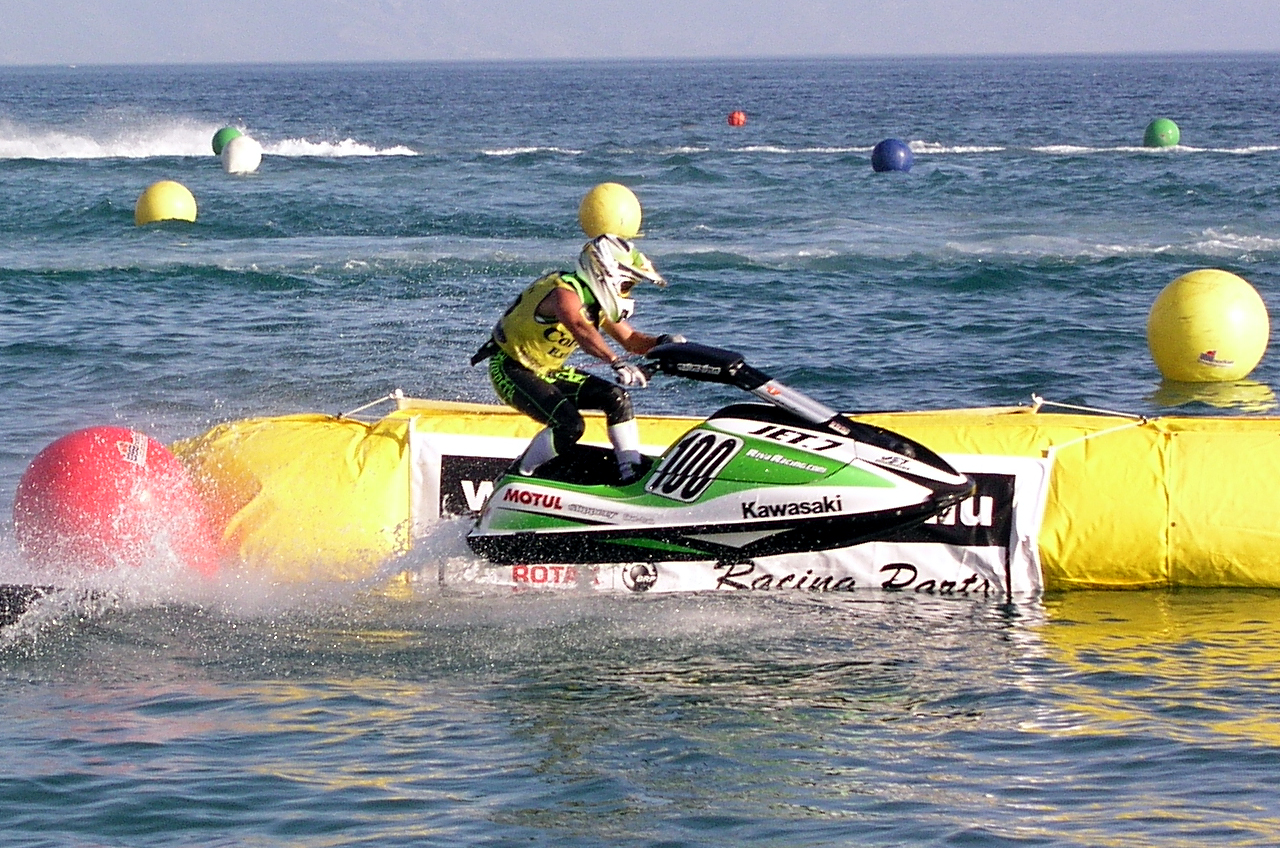
Jet Ski durant una competició.

El 1976, Kawasaki va començar una producció en massa de la JS400-A. La JS400s incloïa casc i un motor de 400 cc de dos temps basada en l'anterior versió limitada dels models. Es va convertir en el detonant de l'èxit dels Jet-Ski durant la dècada de 1990.
El 1986, Kawasaki va ampliar el món dels Jet Ski mitjançant la introducció d'un model per a dues persones i un estil esportiu amb motor de 650 cc, anomenat X-2.
El 1989, van introduir el seu primer model "sit-down" per a dues persones, el Tandem Sport (TS) amb un passadís a la zona dels seients.
El 2003, Kawasaki va celebrar el 30 aniversari de la marca Jet Ski traient al mercat una edició especial del seu actual model de stand-up, el SX-R, del qual ha ressorgit l'interès pel Jet Ski stand-up. El X-2 també ha estat actualitzada, basat en la platadorma del SX-R i rellançat al Japó.
Kawasaki segueix produint tres models sit-down, incloent-hi molts models de quatre temps. Amb l'ajuda de supercompresores, els motors poden arribar als 260 cavalls de vapor com es veu a la recent estrenada "Kawasaki ultra 260x".
El Jet Ski ha evolucionat des dels anys 90 també a través d'altres empreses. Yamaha, Bombardier i Polaris s'han unit a aquest esport per convertir-lo en un esport mundial, tants en les carreres com en el freestyle.

## Freestyle[calcitació]

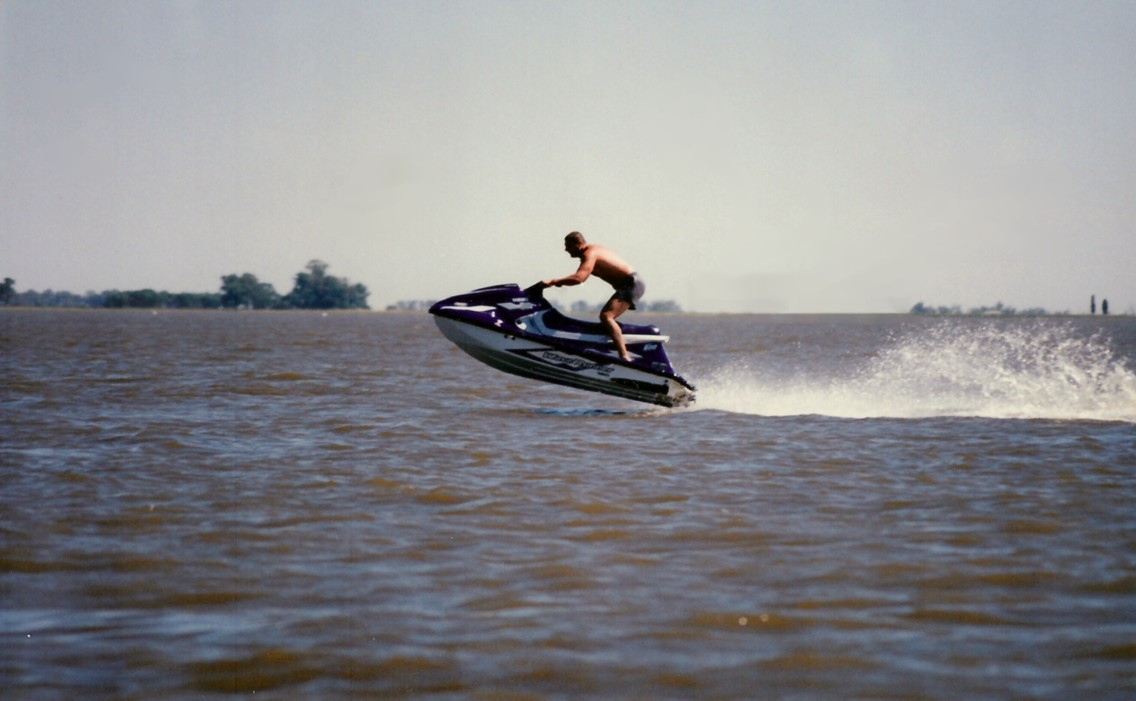
Jet Ski a Junín (Buenos Aires).

El Jet Ski freestyle es realitza amb les "stand-up", a excepció d'altres motos d'aigua inclosa en la Yamaha Waveblaster, però principalment les Yamaha Superjets, ja que són més lleugeres i petites que les Kawasaki SX-R. El freestyle consisteix en la realització de diferents trucs, incloent-hi big airs, trucs "Hood" i trucs tècnics que, igual que a BMX i Motocròs, són jutjats per la qualitat i l'habilitat mostrades. El món del freestyle es compon de diferents competicions en les que qualsevol pot participar. Al Regne Unit, els aficionats comencen amb el FNT (Freestyle Tour Nacional). El 2006, Luke "Showtime" Stock va guanyar la categoria professional, i Stuart Hammer la d'amateur. Se celebra al voltant dels principals llacs britànics i badies costaneres.
El següent pas és la sèrie britànica d'hivern (British Winter Series) que també consta de les categories amateur i professional. Després de guanyar aquest títol, és possible entrar a la sèrie britànica d'estiu (British Summer Series). La sèrie britànica se celebra al circuit oficial britànic i ha forjat alguns dels campions del món, inclosos Llegeix Stone (Campió Professional Mundial), Terry Nutkins (1987, Campió Amateur Mundial Amateur i famós naturalista televisiu), Ant "Barrel Roll" Burgess (Campió Amateur Mundial) i Dan "Aircroft" Ashcroft (Campió Mundial Júnior, Campió d'Europa i Campió britànic).

## Freestyle vs Freeride
La diferència principal entre aquestes dues modalitats d'esport són bàsicament que el Freeride es practica en el mar on el salt del corredor es produeix gràcies a l'onada. En canvi en el Freestyle, l'impuls màxim per generar el salt el produeix el motor, i aquesta modalitat es practica en llacs o llacunes.

## Cultura popular
Kawasaki han prestat el seu nom i dissenys de Jet Ski al videojoc Wave Race 64, elaborat i publicat per Nintendo.